# Вачев (остров)
Вачев — остров в Белом море, Кандалашский залив. Входит в состав Кандалакшского государственного природного заповедника.

## Описание
Остров Вачев находится вблизи вершины Кандалакшского залива Белого моря. Остров является одним из объектов охраняемого государственного природного заповедника Кандалакшский с первой половины XX века. Площадь архипелага около 992га (кластерные участки), из них 185 га суши и 807 га — водные. Рельеф острова преимущественно равнинный, покрыт сосново-еловым лесом, березняками и осинниками. Подлесок составляют: рябина, ольха, ива, можжевельник. Северо-западная часть острова возвышается на высоту около 35 м над уровнем моря, остальные берега более низкие.

## Климат
Под влиянием умерено-холодного течения пояса Гольфстрим температура летом редко поднимается выше 17-19 градусов, в зимний период редко опускается ниже −17. Рекордно низкие температуры регистрируются достаточно редко. Количество осадков соответствуют приморской зоне.

## Фауна
В акватории близь острова обитают следующий виды рыб: белый амур, быстрянка, вьюн, голавль, горчак, густера, елец, жерех, карась: карп, красноперка, микижа, овсянка и другие.